# Natalia Nazarova (athlétisme)
Pour les articles homonymes, voir Natalia Nazarova et Nazarova.
Natalia Viktorovna Nazarova (en russe : Наталья Викторовна Назарова), née le 26 mai 1979 à Moscou, est une athlète russe, spécialiste du 400 m. Le 8 janvier 2004, elle a battu le record du monde (vieux de 16 ans) du 500 m en salle avec un temps de 1 min 07 s 36.

## Palmarès

### Jeux olympiques
- Jeux olympiques 2004 à Athènes :
  - 8e sur 400 m
  -  Médaille d'argent en relais 4 × 400 m
- Jeux olympiques 2012 à Londres : 
  -  Médaille d'argent en relais 4 × 400 m (participation aux séries)

### Championnats du monde d'athlétisme
- Championnats du monde d'athlétisme 1999 à Séville ( Espagne)
  - 6e sur 400 m
  -  Médaille d'or en relais 4 × 400 m
- Championnats du monde d'athlétisme 2003 à Paris ( France)
  - 4e sur 400 m
  -  Médaille d'argent en relais 4 × 400 m

### Championnats du monde d'athlétisme en salle
- Championnats du monde d'athlétisme en salle de 1999 à Maebashi ( Japon)
  -  Médaille d'or en relais 4 × 400 m
- Championnats du monde d'athlétisme en salle de 2003 à Birmingham ( Royaume-Uni)
  -  Médaille d'or sur 400 m
  -  Médaille d'or en relais 4 × 400 m
- Championnats du monde d'athlétisme en salle de 2004 à Budapest ( Hongrie)
  -  Médaille d'or sur 400 m
  -  Médaille d'or en relais 4 × 400 m
- Championnats du monde d'athlétisme en salle de 2006 à Moscou ( Russie)
  - 4e sur 400 m
  -  Médaille d'or en relais 4 × 400 m
- Championnats du monde d'athlétisme en salle de 2008 à Valence ( Espagne)
  -  Médaille d'argent sur 400 m
  -  Médaille d'or en relais 4 × 400 m
- Championnats du monde d'athlétisme en salle de 2010 à Doha ( Qatar)
  -  Médaille d'argent en relais 4 × 400 m